# Domenico Federici
Domenico Federici, noto anche come abate Federici (Bargni, 16 maggio 1633 – Fano, 27 novembre 1720), è stato un diplomatico, letterato e religioso italiano. 
È autore di trattati e libretti musicali.

## Biografia
Domenico Federici nacque a Bargni (località nel comune di Serrungarina) e compì probabilmente gli studi di diritto e teologia; tra il 1654 e il 1659 sono documentati i suoi spostamenti a Verona, Roma, Innsbruck.
Da alcune lettere scambiate con il poeta Ciro di Pers, nel 1659 Federici stava lavorando ad un trattato intitolato Le ragioni dei principi, una rielaborazione del saggio di Lucas de Linda, Descriptio orbis et omnium eius Rerumpublicarum; il trattato rimase inedito probabilmente per la pubblicazione di un lavoro simile pubblicato da Maiolino Bisaccioni.
Nel 1660 viene incarcerato nella città austriaca di Rattenberg per ordine di Ferdinando Carlo d'Asburgo-Tirolo, nobile per il quale prestava servizio, con l'accusa di tentato omicidio tramata ai danni di altri cortigiani della corte tirolese. Nel 1662 la pena del Federici venne commutata in lavori forzati da scontarsi nella roccaforte di Neuhäusel (l'attuale Nové Zámky, in Slovacchia), presidio caduto nel 1663 sotto l'impero ottomano durante la guerra austro-turca (1663-1664).
Secondo notizie archivistiche, Domenico Federici avrebbe approfittato della caduta della fortificazione per fuggire, spacciandosi per sacerdote ed abate. Dal 1664 al nome di Domenico Federici fu associata la carica onorifica di abate di San Martino di Waska (oggi Felsőszentmárton), nella diocesi di Pécs in Ungheria. Nello stesso anno Federici soggiornò a Fano dove conseguì il sacerdozio.
Nel 1665 riallacciò i rapporti con la corte viennese, specialmente con Eleonora Gonzaga, matrigna dell'imperatore Leopoldo I. Il sacerdote si distinse a partire dal 1667 come valente librettista di opere musicate da Pietro Andrea Ziani e Antonio Draghi; le lettere scambiate con il poeta Carlo de' Dottori attestano che il Federici avesse assunto un certo prestigio e influenza nella corte viennese.
La sua opera più famosa fu La verità vendicata dai sofismi di Francia, stampata a Vienna sotto lo pseudonimo Nicodemo Riccafede nel 1667 che vanta numerose ristampe in diverse lingue. Il trattato politico sconfessa, con approfondite argomentazioni storiche e genealogiche, le pretese ereditarie sulle province del Brabante da parte di Maria Teresa di Spagna, moglie di Luigi XIV, rivendicazioni che sfoceranno nella Guerra di devoluzione.
Domenico Federici ricoprì l'incarico di Residente Cesareo a Venezia dal 1667 al 1681; in questo periodo Federici sviluppò la sua collezione di medaglie, monete e libri.

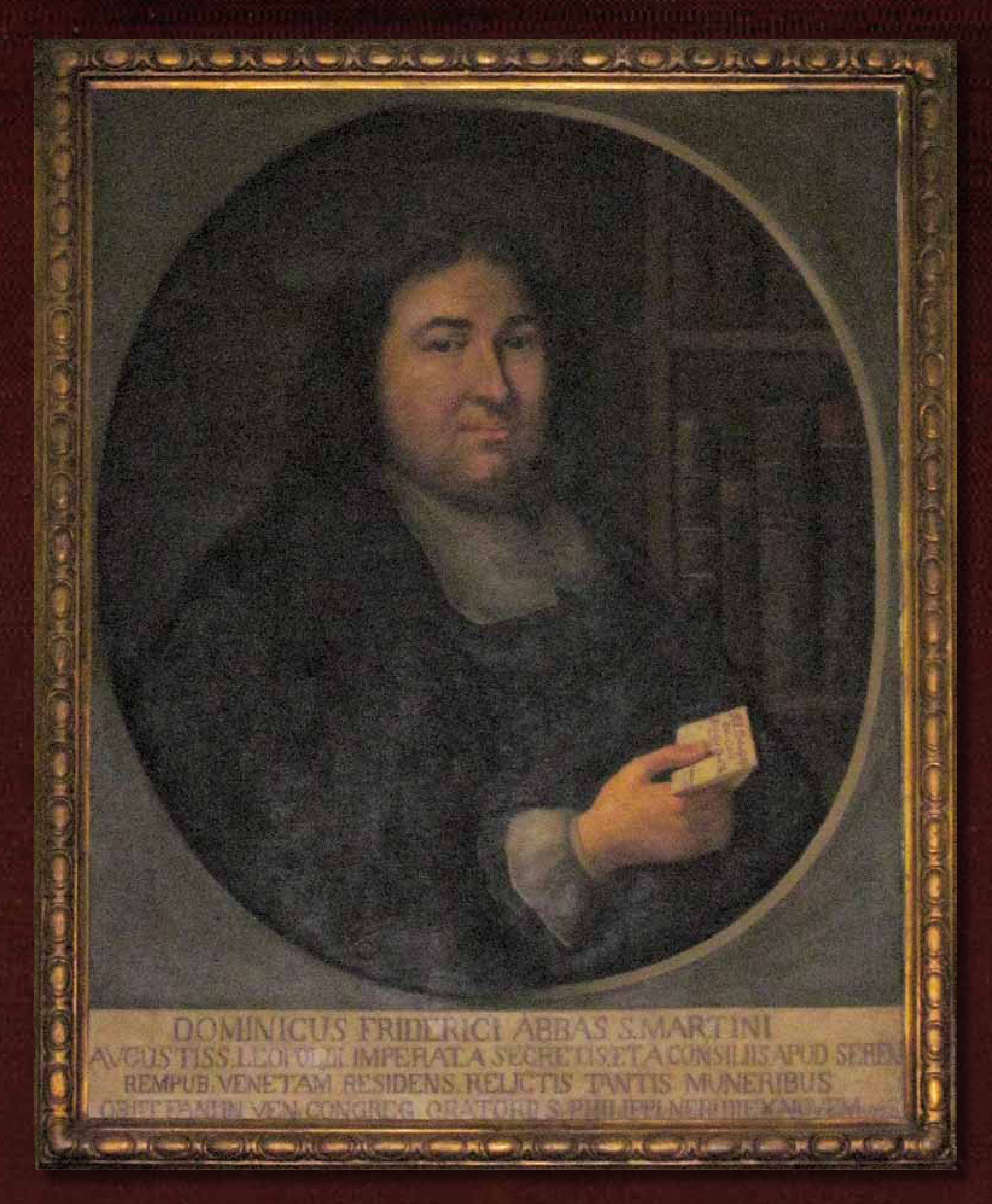
Ritratto di Domenico Federici conservato presso la Biblioteca Federiciana di Fano.

Sono noti carteggi tra il Federici e alcuni dei maggiori bibliofili a lui contemporanei, tra cui Antonio Magliabechi e Peter Lambeck: nelle lettere emerge la diffusione dell'ideale caro al cosmopolitismo illuministico di un'appartenenza degli intellettuali ad una comune "Repubblica delle lettere".
Federici nel 1681 si ritirò a Fano presso l'Oratorio di San Filippo Neri, comunità fondata dall'ecclesiastico Girolamo Gabrielli nel 1598 avente come casa parrocchiale la chiesa di San Pietro in Valle.
Federici donò la sua collezione libraria costituita da circa 12.000 volumi rilegati alla francese ai padri filippini che avevano già una modesta raccolta di testi destinati allo studio e alla liturgia. Da questo importante donazione si sviluppò l'attuale Biblioteca Federiciana di Fano che conserva anche un fondo di manoscritti prodotti o collezionati dal Federici.
Nel 1682 diede alle stampe a Fano un trattatello d'alchimia con lo pseudonimo Theophilus Novalkindus.
Tra il 1683 e il 1688 tenne una corrispondenza con il vescovo di Fano Angelo Maria Ranuzzi, impegnato in Francia come nunzio straordinario alla corte di Luigi XIV. Ranuzzi, costretto ad assentarsi da Fano, nominò Federici soprastante alla chiesa spirituale di Fano, affiancandolo a Francesco Gasparoli, soprastante al potere temporale.

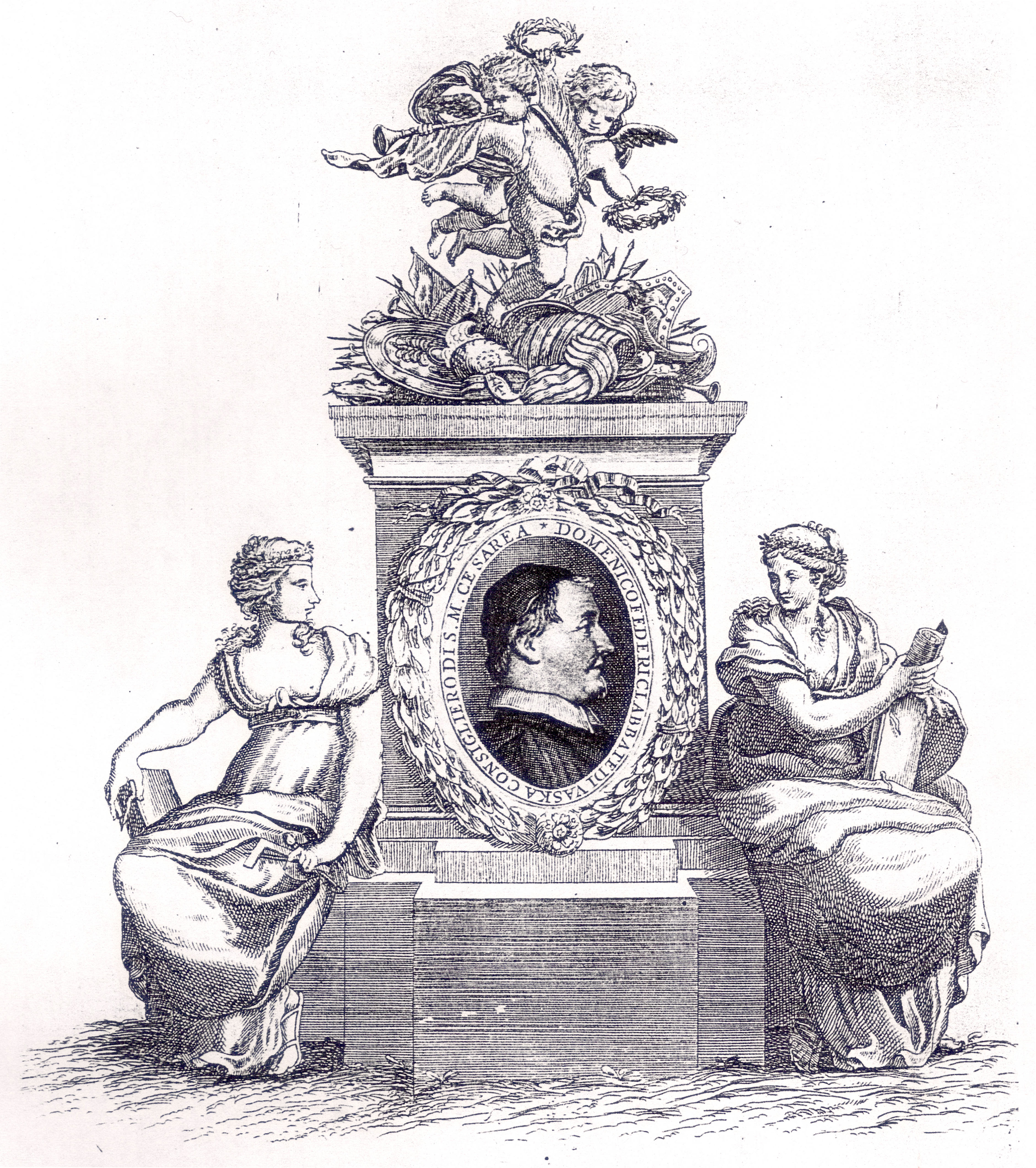
Incisione contenuta nell'opera di Vincenzo Maria Coronelli. Ritratti de' Celebri personaggi, raccolti nell'Accademia Cosmografica degli Argonauti, dedicati all'Illustrissimo, e Reverendissimo Signore Domenico Federici da Fano ... 1697.

Il sacerdote ricevette in questi anni numerosi accuse di simpatie per il quietismo, causate soprattutto per la sua amicizia con il cardinale vescovo di Jesi, Pier Matteo Petrucci, esponente di tale dottrina mistica.
Domenico Federici, entrato nelle grazie del pontefice Innocenzo XI per il suo contributo nella politica locale e i consigli forniti al Ranuzzi, declinò più volte l'invito di quest'ultimo ad accettare la nomina all'episcopato.
Fu membro dell'Accademia Cosmografica degli Argonauti, la prima società geografica del mondo fondata nel 1684 da Vincenzo Maria Coronelli. Dal cartografo veneziano acquistò due coppie di globi terrestri e celesti, due dei quali tuttora presenti, danno il nome alla Sala dei globi della Biblioteca Federiciana, sala conferenze che ospita anche la libreria lignea commissionata dal Federici per la conservazione dei suoi volumi.
Domenico Federici si spense a Fano nella comunità dei padri filippini il 27 novembre 1720.

## Opere

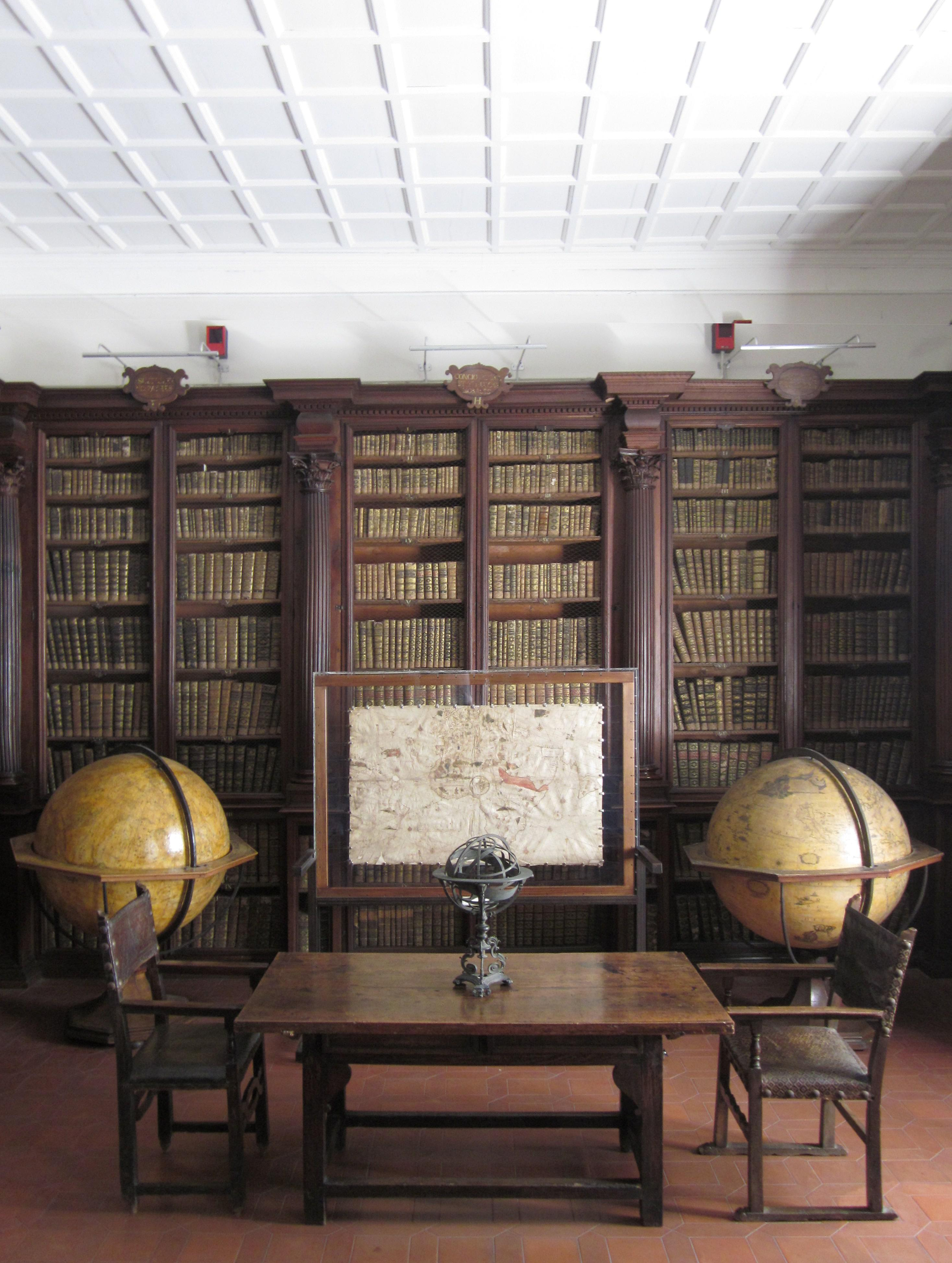
Immagine della Sala dei Globi, Biblioteca Federiciana di Fano.

Il sito della Biblioteca Federiciana di Fano segnala le copie digitali delle opere di Domenico Federici.
- Nell'ingresso al monastero dell'ill. sig.ra d.a Agnese marchese di Grana, e Caretto (1665), raccolta poetica
- L'onore trionfante (1666), dramma musicato da Pietro Andrea Zani
- L'Elice per musica (1666) dramma musicale
- Gli affetti pietosi per il corpo di Cristo (1666), oratorio
- Oratorio d'Assalonne punito (1667), oratorio
- L'ambizione punita (1667), oratorio
- Le lacrime della pietà sul sepolcro di Cristo (1667), oratorio
- Eliotropio della gloria (1667), panegirico
- Il colosso della virtù (1667), panegirico
- La verità vendicata da i sofismi di Francia (1667), trattato politico pubblicato sotto lo pseudonimo Nicodemo Riccafede
- Serenissi.mo Principi Christiano Pyasto Brigii, Lignitzii, & Vvolae Supremo Duci (1668), panegirico
- La caduta di Salomone (1667), oratorio musicato nel 1674 da Antonio Draghi
- Phosphorus Hermeticus (1683), trattato alchemico pubblicato sotto lo pseudonimo Teophilus Novalckindus